# Picaflors cendrós
El picaflors cendrós (Dicaeum vulneratum) és un ocell de la família dels diceids (Dicaeidae).

## Hàbitat i distribució
Habita els boscos de les muntanyes de les Moluques meridionals, a Seram i Ambon.